# Samuel Maharero

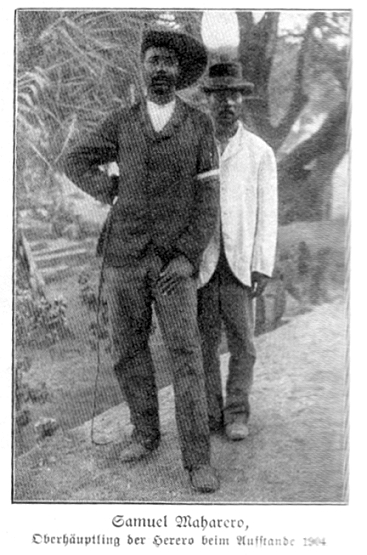
Samuel Maharero en 1904.

Samuel Maharero (1856 - d. 14 de marzo de 1923) fue un jefe del pueblo herero en el África del Sudoeste Alemana (hoy Namibia) durante sus revueltas y otros eventos relacionados con los acontecimientos que rodean el genocidio herero. 

## Vida
Samuel Maharero era hijo de Maharero, un importante pastor y guerrero herero. Samuel estudió en la escuela luterana, donde fue visto como un buen aspirante a sacerdote. Cuando su padre murió en 1890, obtuvo el liderazgo en el área de Okahandja, aunque no obtuvo gran parte de la riqueza y el ganado de su padre de acuerdo a la costumbres de los herero. Al principio, mantuvo una buena relación con el gobernador alemán Theodor Leutwein. Sin embargo, surgieron cada vez más problemas, incluyendo ataques de agricultores alemanes, dificultades económicas, plagas y el uso de tierras de los herero para la construcción de ferrocarriles, lo cual provocó la disolución de esta relación. 
Maharero planeó en secreto una revuelta con los demás jefes, en contra del gobierno alemán. Los primeros ataques comenzaron el 12 de enero de 1904, en los cuales salieron triunfantes, lo que significó la muerte de varias familias de agricultores alemanes. Leutwein fue sustituido como jefe militar por Lothar von Trotha, quién llegó con 15.000 hombres y ofreció un recompensa de 5.000 marcos por la captura de Maharero. Los guerrilleros herero fueron vencidos en la Batalla de Waterberg, el 11 de agosto de 1904 y el resto de los herero fueron expulsados al desierto de Omaheke. 
Maharero consiguió llevar aparte de su pueblo al Protectorado británico de Bechuanalandia (actual Botsuana). Permaneció como líder de los hereros exiliados, y se convirtió en un importante vasallo de Sekgathôlê un Letsholathêbê, un importante jefe del norte de Bechuanalandia. 
Samuel Maharero murió allí en 1923. El 23 de agosto de 1923, su cuerpo fue devuelto a Okahandja y sepultado ceremoniosamente. Hoy se le considera un gran héroe en Namibia, y se le conmemora en el Día de los Herero, el 26 de agosto.